# László Eszenyi
László Eszenyi (ur. 1968 w Veszprémie) – węgierski kierowca wyścigowy.

## Biografia
Zainteresował się sportami motorowymi, kiedy obejrzał na żywo wyścig Formuły 1. Kupił wówczas pierwszy Estonię i rozpoczął testy tego pojazdu. W 2000 roku zadebiutował w Węgierskiej Formule 1600, zajmując czwarte miejsce na koniec sezonu. Rok później zajął w Formule 1600 trzecie miejsce. W sezonie 2002 zmienił samochód na Dallarę i zadebiutował w Węgierskiej Formule 2000, zajmując trzecie miejsce w klasyfikacji końcowej. W roku 2006 Eszenyi rozpoczął starty Tatuusem Formuły Renault.
W sezonie 2008 Węgier zmienił zespół i wrócił do rywalizacji Dallarą. Wygrał wówczas siedem wyścigów krajowej Formuły 2000 i został mistrzem tej serii. Rok później został wicemistrzem, powtarzając to osiągnięcie także w 2010 roku. W 2010 roku zajął ponadto piąte miejsce w klasie E2-2000 Mistrzostw Europy Strefy Centralnej. Od sezonu 2011 Eszenyi ponownie ścigał się Formułą Renault. W 2012 roku po raz trzeci został wicemistrzem Węgier. Od sezonu 2013 Eszenyi poza Formułą 2000 startował także w Formule Renault. W serii tej zdobył wicemistrzostwo w latach 2013–2014, natomiast w roku 2015 był trzeci.
Startował również w wyścigach górskich. Jest dyrektorem Balaton Média és Információs Központ.

## Wyniki
| Legenda oznaczeń w tabelach wyników Wyświetl szablon na nowej stronie | Legenda oznaczeń w tabelach wyników Wyświetl szablon na nowej stronie                                                                     |
| Oznaczenie                                                            | Wyjaśnienie |
| --------------------------------------------------------------------- | --- |
| Złoty                                                                 | Zwycięzca lub mistrzostwo |
| Srebrny                                                               | 2. miejsce lub wicemistrzostwo |
| Brązowy                                                               | 3. miejsce lub II wicemistrzostwo |
| Zielony                                                               | Ukończył, punktował (w klasyfikacji generalnej, gdy zdobył co najmniej jeden punkt na przestrzeni sezonu, poza trzema powyższymi opcjami) |
| Niebieski                                                             | Ukończył, nie punktował (w klasyfikacji generalnej, gdy nie zdobył co najmniej jednego punktu na przestrzeni sezonu)                      |
| Czerwony                                                              | Nie zakwalifikował się (NZ) |
| Czerwony                                                              | Nie prekwalifikował się (NPK) |
| Różowy                                                                | Nie ukończył (NU) |
| Różowy                                                                | Niesklasyfikowany (NS) (w klasyfikacji generalnej, gdy nie został sklasyfikowany w żadnym wyścigu sezonu)                                 |
| Czarny                                                                | Zdyskwalifikowany (DK) |
| Czarny                                                                | Wykluczony (WYK/EX) |
| Biały                                                                 | Nie wystartował (NW) |
| Biały                                                                 | Kontuzjowany (K/INJ) |
| Biały                                                                 | Wyścig odwołany (OD/C) |
| Bez koloru                                                            | Został wycofany (WYC/WD) |
| Bez koloru                                                            | Nie przybył (NP/DNA) |
| Bez koloru                                                            | Nie brał udziału w treningach (NT/DNP) |
| Bez koloru                                                            | Nie został zgłoszony (–) |
| Pogrubienie                                                           | Start z pole position |
| Kursywa                                                               | Najszybsze okrążenie wyścigu |
| †                                                                     | Nie ukończył, ale jego rezultat został zaliczony ze względu na przejechanie więcej niż 90% dystansu wyścigu.                              |
| *                                                                     | Sezon w trakcie |
| 1/2/3                                                                 | Punktowana pozycja w sprincie kwalifikacyjnym                                                                                             |
| Lista systemów punktacji Formuły 1                                    | |

### Węgierska Formuła 2000
| Rok  | Zespół                 | Samochód      | Silnik     | Wyniki w poszczególnych eliminacjach | Wyniki w poszczególnych eliminacjach | Wyniki w poszczególnych eliminacjach | Wyniki w poszczególnych eliminacjach | Wyniki w poszczególnych eliminacjach | Wyniki w poszczególnych eliminacjach | Wyniki w poszczególnych eliminacjach | Wyniki w poszczególnych eliminacjach | Wyniki w poszczególnych eliminacjach | Wyniki w poszczególnych eliminacjach | Wyniki w poszczególnych eliminacjach | Wyniki w poszczególnych eliminacjach | Wyniki w poszczególnych eliminacjach | Wyniki w poszczególnych eliminacjach | Pkt. | Msc. |
| ---- | ---------------------- | ------------- | ---------- | ------------------------------------ | ------------------------------------ | ------------------------------------ | ------------------------------------ | ------------------------------------ | ------------------------------------ | ------------------------------------ | ------------------------------------ | ------------------------------------ | ------------------------------------ | ------------------------------------ | ------------------------------------ | ------------------------------------ | ------------------------------------ | ---- | ---- |
| 2002 |                        |               |            | Węgry                                | Węgry                                | Węgry                                | Węgry                                | Węgry                                | Węgry                                | Węgry                                | Węgry                                |                                      |                                      |                                      |                                      |                                      |                                      | 15   | 3    |
| 2002 | VOLÁN Autós            | Dallara       | Volkswagen | -                                    | 3                                    | 2                                    | NU                                   | 2                                    | 2                                    | 3                                    | 3                                    |                                      |                                      |                                      |                                      |                                      |                                      | 15   | 3    |
| 2003 |                        |               |            | Węgry                                | Węgry                                | Węgry                                | Węgry                                | Węgry                                | Węgry                                | Węgry                                | Węgry                                | Węgry                                | Węgry                                |                                      |                                      |                                      |                                      | 5    | 5    |
| 2003 | VOLÁN Autós            | Dallara       | Volkswagen | 4                                    | -                                    | -                                    | -                                    | -                                    | NU                                   | NU                                   | NU                                   | 6                                    | 6                                    |                                      |                                      |                                      |                                      | 5    | 5    |
| 2004 |                        |               |            | Węgry                                | Węgry                                | Węgry                                | Węgry                                | Węgry                                | Węgry                                | Węgry                                | Węgry                                | Węgry                                | Węgry                                | Węgry                                | Węgry                                |                                      |                                      | 35   | 5    |
| 2004 | VOLÁN Autós            | Dallara       | Volkswagen | 4                                    | 4                                    | 7                                    | NU                                   | -                                    | -                                    | -                                    | -                                    | 3                                    | 3                                    | 4                                    | 3                                    |                                      |                                      | 35   | 5    |
| 2005 |                        |               |            | Węgry                                | Węgry                                | Węgry                                | Węgry                                | Węgry                                | Węgry                                | Węgry                                | Węgry                                | Węgry                                | Węgry                                | Węgry                                | Węgry                                |                                      |                                      | 21   | 8    |
| 2005 | VOLÁN Autós            | Dallara       | Volkswagen | 3                                    | 4                                    | 8                                    | 4                                    | 8                                    | 8                                    | 6                                    | 8                                    | 8                                    | NU                                   | NW                                   | 6                                    |                                      |                                      | 21   | 8    |
| 2006 |                        |               |            | Węgry                                | Węgry                                | Węgry                                | Węgry                                | Węgry                                | Węgry                                | Węgry                                | Węgry                                | Węgry                                | Węgry                                | Węgry                                | Węgry                                |                                      |                                      | 25   | 7    |
| 2006 | VOLÁN Autós            | Tatuus FR2000 | Renault    | 7                                    | 3                                    | 9                                    | 5                                    | 7                                    | 6                                    | NW                                   | NW                                   | 7                                    | 7                                    | NW                                   | 5                                    |                                      |                                      | 25   | 7    |
| 2007 |                        |               |            | Węgry                                | Węgry                                | Węgry                                | Węgry                                | Węgry                                | Węgry                                | Węgry                                | Węgry                                | Węgry                                | Węgry                                | Węgry                                | Węgry                                | Węgry                                | Węgry                                | 50   | 4    |
| 2007 | VOLÁN Autós            | Tatuus FR2000 | Renault    | 8                                    | 7                                    | 2                                    | 2                                    | 4                                    | 5                                    | 4                                    | NW                                   | 3                                    | 2                                    | 4                                    | 5                                    | 7                                    | 8                                    | 50   | 4    |
| 2008 |                        |               |            | Węgry                                | Węgry                                | Węgry                                | Węgry                                | Węgry                                | Węgry                                | Węgry                                | Węgry                                | Węgry                                | Węgry                                | Węgry                                | Węgry                                |                                      |                                      | 92   | 1    |
| 2008 | Patkó Autó- Motorsport | Dallara F307  | Alfa Romeo | 2                                    | 1                                    | 6                                    | 1                                    | 1                                    | 1                                    | NU                                   | 1                                    | 1                                    | 2                                    | 1                                    | 2                                    |                                      |                                      | 92   | 1    |
| 2009 |                        |               |            | Węgry                                | Węgry                                | Węgry                                | Węgry                                | Węgry                                | Węgry                                | Węgry                                | Węgry                                | Węgry                                | Węgry                                |                                      |                                      |                                      |                                      | 44   | 2    |
| 2009 | Patkó Autó- Motorsport | Dallara F307  | Alfa Romeo | 2                                    | 2                                    | 1                                    | NU                                   | 3                                    | 2                                    | NW                                   | NW                                   | 4                                    | 3                                    |                                      |                                      |                                      |                                      | 44   | 2    |
| 2010 |                        |               |            | Węgry                                | Węgry                                | Węgry                                | Węgry                                | Słowacja                             | Słowacja                             | Węgry                                | Węgry                                | Austria                              | Austria                              |                                      |                                      |                                      |                                      | 45   | 2    |
| 2010 | Patkó Formula Racing   | Dallara F307  | Alfa Romeo | 3                                    | 3                                    | 1                                    | 5                                    | 2                                    | NU                                   | 3                                    | 2                                    | 2                                    | 2                                    |                                      |                                      |                                      |                                      | 45   | 2    |
| 2011 |                        |               |            | Węgry                                | Węgry                                | Słowacja                             | Słowacja                             | Węgry                                | Węgry                                | Słowacja                             | Słowacja                             | Węgry                                | Węgry                                | Węgry                                |                                      |                                      |                                      | 44   | 4    |
| 2011 | Cél Racing Team        | Tatuus FR2000 | Renault    | -                                    | -                                    | 3                                    | 4                                    | 4                                    | 4                                    | 3                                    | 4                                    | 3                                    | 3                                    |                                      |                                      |                                      |                                      | 44   | 4    |
| 2012 |                        |               |            | Węgry                                | Węgry                                | Słowacja                             | Słowacja                             | Węgry                                | Węgry                                | Słowacja                             | Słowacja                             | Węgry                                | Węgry                                | Węgry                                |                                      |                                      |                                      | 76   | 2    |
| 2012 | Race Club              | Tatuus FR2000 | Renault    | 1                                    | 2                                    | 3                                    | 2                                    | 2                                    | 3                                    | 4                                    | 2                                    | 3                                    | 3                                    | 4                                    |                                      |                                      |                                      | 76   | 2    |
| 2013 |                        |               |            | Węgry                                | Węgry                                | Węgry                                | Węgry                                | Słowacja                             | Słowacja                             | Słowacja                             | Słowacja                             | Węgry                                | Węgry                                | Węgry                                |                                      |                                      |                                      | 35   | 6    |
| 2013 | Formula Car Team       | Tatuus FR2000 | Renault    | 6                                    | 5                                    | 5                                    | NU                                   | 6                                    | 6                                    | 4                                    | 4                                    | NU                                   | 5                                    | 5                                    |                                      |                                      |                                      | 35   | 6    |
| 2014 |                        |               |            | Węgry                                | Węgry                                | Słowacja                             | Słowacja                             | Węgry                                | Węgry                                | Słowacja                             | Słowacja                             | Węgry                                | Węgry                                | Węgry                                |                                      |                                      |                                      | 28   | 7    |
| 2014 | Formula Car Team       | Tatuus FR2000 | Renault    | 6                                    | NU                                   | 7                                    | 5                                    | 5                                    | 10                                   | 7                                    | 6                                    | 6                                    | 6                                    | 7                                    |                                      |                                      |                                      | 28   | 7    |
| 2015 |                        |               |            | Węgry                                | Węgry                                | Austria                              | Austria                              | Węgry                                | Węgry                                | Słowacja                             | Słowacja                             | Węgry                                | Węgry                                | Węgry                                |                                      |                                      |                                      | 45   | 6    |
| 2015 | Formula Car Team       | Tatuus FR2000 | Renault    | NU                                   | 3                                    | 3                                    | 3                                    | 4                                    | 4                                    | NU                                   | 4                                    | 6                                    | 6                                    | 6                                    |                                      |                                      |                                      | 45   | 6    |
| 2016 |                        |               |            | Węgry                                | Węgry                                | Węgry                                | Węgry                                | Węgry                                | Słowacja                             | Słowacja                             | Czechy                               | Czechy                               | Węgry                                | Węgry                                | Węgry                                |                                      |                                      | 5    | 9    |
| 2016 | F-2 Silver Racing      | Tatuus FR2000 | Renault    | NU                                   | 4                                    | -                                    | -                                    | -                                    | -                                    | -                                    | -                                    | -                                    | -                                    | -                                    | -                                    |                                      |                                      | 5    | 9    |

### Węgierska Formuła Renault
| Rok  | Zespół            | Samochód      | Silnik  | Wyniki w poszczególnych eliminacjach | Wyniki w poszczególnych eliminacjach | Wyniki w poszczególnych eliminacjach | Wyniki w poszczególnych eliminacjach | Wyniki w poszczególnych eliminacjach | Wyniki w poszczególnych eliminacjach | Wyniki w poszczególnych eliminacjach | Wyniki w poszczególnych eliminacjach | Wyniki w poszczególnych eliminacjach | Wyniki w poszczególnych eliminacjach | Wyniki w poszczególnych eliminacjach | Wyniki w poszczególnych eliminacjach | Pkt. | Msc. |
| ---- | ----------------- | ------------- | ------- | ------------------------------------ | ------------------------------------ | ------------------------------------ | ------------------------------------ | ------------------------------------ | ------------------------------------ | ------------------------------------ | ------------------------------------ | ------------------------------------ | ------------------------------------ | ------------------------------------ | ------------------------------------ | ---- | ---- |
| 2013 |                   |               |         | Węgry                                | Węgry                                | Węgry                                | Węgry                                | Słowacja                             | Słowacja                             | Słowacja                             | Słowacja                             | Węgry                                | Węgry                                | Węgry                                |                                      | 72   | 2    |
| 2013 | Formula Car Team  | Tatuus FR2000 | Renault | 2                                    | 2                                    | 2                                    | NU                                   | 2                                    | 2                                    | 2                                    | 2                                    | NU                                   | 2                                    | 2                                    |                                      | 72   | 2    |
| 2014 |                   |               |         | Węgry                                | Węgry                                | Słowacja                             | Słowacja                             | Węgry                                | Węgry                                | Słowacja                             | Słowacja                             | Węgry                                | Węgry                                | Węgry                                |                                      | 78   | 2    |
| 2014 | Formula Car Team  | Tatuus FR2000 | Renault | 1                                    | NU                                   | 3                                    | 3                                    | 2                                    | 5                                    | 2                                    | 1                                    | 2                                    | 2                                    | 1                                    |                                      | 78   | 2    |
| 2015 |                   |               |         | Węgry                                | Węgry                                | Austria                              | Austria                              | Węgry                                | Węgry                                | Słowacja                             | Słowacja                             | Węgry                                | Węgry                                | Węgry                                |                                      | 72   | 3    |
| 2015 | Formula Car Team  | Tatuus FR2000 | Renault | NU                                   | 2                                    | 2                                    | 2                                    | 2                                    | 2                                    | NU                                   | 2                                    | 3                                    | 3                                    | 3                                    |                                      | 72   | 3    |
| 2016 |                   |               |         | Węgry                                | Węgry                                | Węgry                                | Węgry                                | Węgry                                | Słowacja                             | Słowacja                             | Czechy                               | Czechy                               | Węgry                                | Węgry                                | Węgry                                | 6    | 7    |
| 2016 | F-2 Silver Racing | Tatuus FR2000 | Renault | NU                                   | 3                                    | -                                    | -                                    | -                                    | -                                    | -                                    | -                                    | -                                    | -                                    | -                                    | -                                    | 6    | 7    |